# داينا مانينغ
داينا مانينغ هي مغنية وكاتبة غنائية كندية، ولدت في 27 أبريل 1978 في ستراتفورد في كندا.

## وصلات خارجية
- الموقع الرسمي
- داينا مانينغ على موقع IMDb (الإنجليزية)
- داينا مانينغ على موقع ميوزك برينز (الإنجليزية)
- داينا مانينغ على موقع أول ميوزيك (الإنجليزية)
- داينا مانينغ على موقع ديسكوغز (الإنجليزية)